# کبوتردریایی هوتون
کبوتردریایی هوتون (نام علمی: Puffinus huttoni) نام یک گونه از سرده کبوتردریایی‌های آب‌شکاف است.